# Camarma de Esteruelas
Camarma de Esteruelas é um município da Espanha
na província e comunidade autónoma de Madrid, de área 35,43 km² com população de 185 habitantes (2006) e densidade populacional de 162,55 hab./km².

## Demografia
| Variação demográfica do município entre 1991 e 2004 | Variação demográfica do município entre 1991 e 2004 | Variação demográfica do município entre 1991 e 2004 | Variação demográfica do município entre 1991 e 2004 |
| --------------------------------------------------- | --------------------------------------------------- | --------------------------------------------------- | --------------------------------------------------- |
| 1991                                                | 1996                                                | 2001                                                | 2004                                                |
| 1398                                                | 2086                                                | 3066                                                | 4310                                                |